# Matías Laba
Matías Laba est un footballeur argentin né le 11 décembre 1991 à Villa Raffo dans la province de Buenos Aires. Il évolue au poste de milieu récupérateur avec les Estudiantes de La Plata.

## Carrière
Le 26 avril 2013, Laba est recruté par le Toronto FC en tant que jeune joueur désigné de la MLS.
À la suite de l'arrivée de trois nouveaux joueurs désignés durant l'intersaison (Michael Bradley, Jermain Defoe et Gilberto), Laba est transféré aux Whitecaps de Vancouver le 26 février 2014.

## Palmarès
- Vainqueur du Tournoi de clôture du championnat d'Argentine en 2010